# Aguamiel

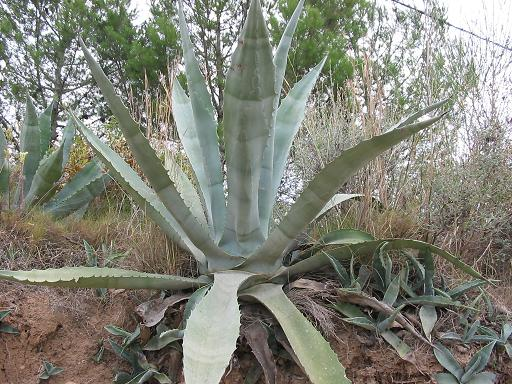
Maguey pulquero, del que se extrae el aguamiel.

El aguamiel, también conocido como sirope, chawarmishki, tlachique, o jarabe, es la savia que contiene el cogollo de las plantas conocidas como maguey; pertenecientes a la familia de los agaves, especialmente de los magueyes pulqueros. El aguamiel es la materia básica con la que se fabrica el pulque, una bebida alcohólica de origen prehispánico que se consume todavía en los estados del centro de México. Numerosas haciendas de ese país experimentaron una bonanza derivada del cultivo de los magueyes para la extracción de aguamiel, aunque a partir de la década de 1930, fue desplazado por la masificación en el consumo de cerveza.
Para extraer el aguamiel es necesario esperar a que el maguey madure por 12 años aproximadamente. Se horada el cogollo de la suculenta con un cuchillo, y el tlachiquero --persona dedicada su extracción-- introduce su acocote --un [acocote] de forma alargada-- en el orificio, del cual fluye el aguamiel. 

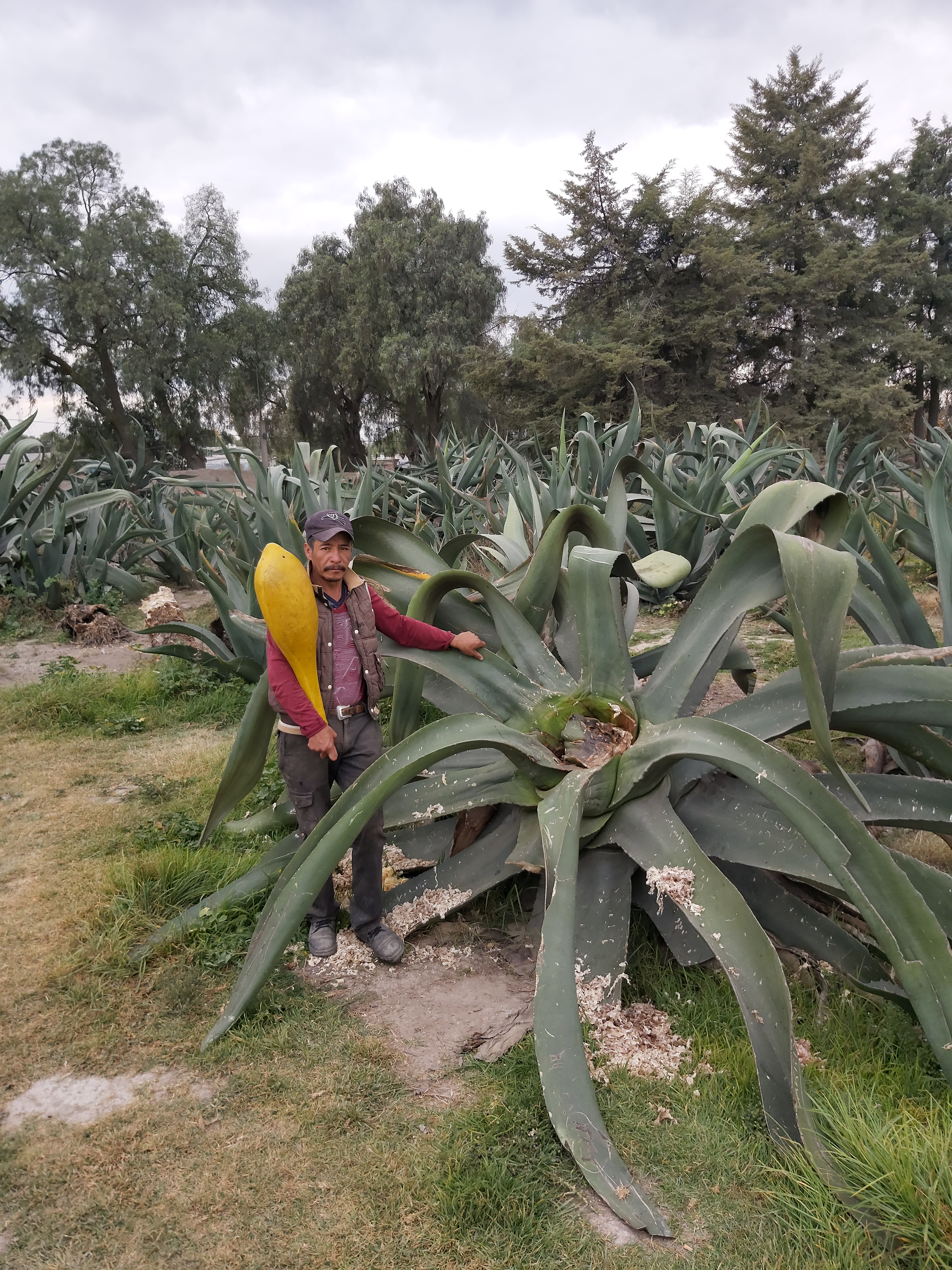
Tlaquichero en Hidalgo después de raspar el maguey

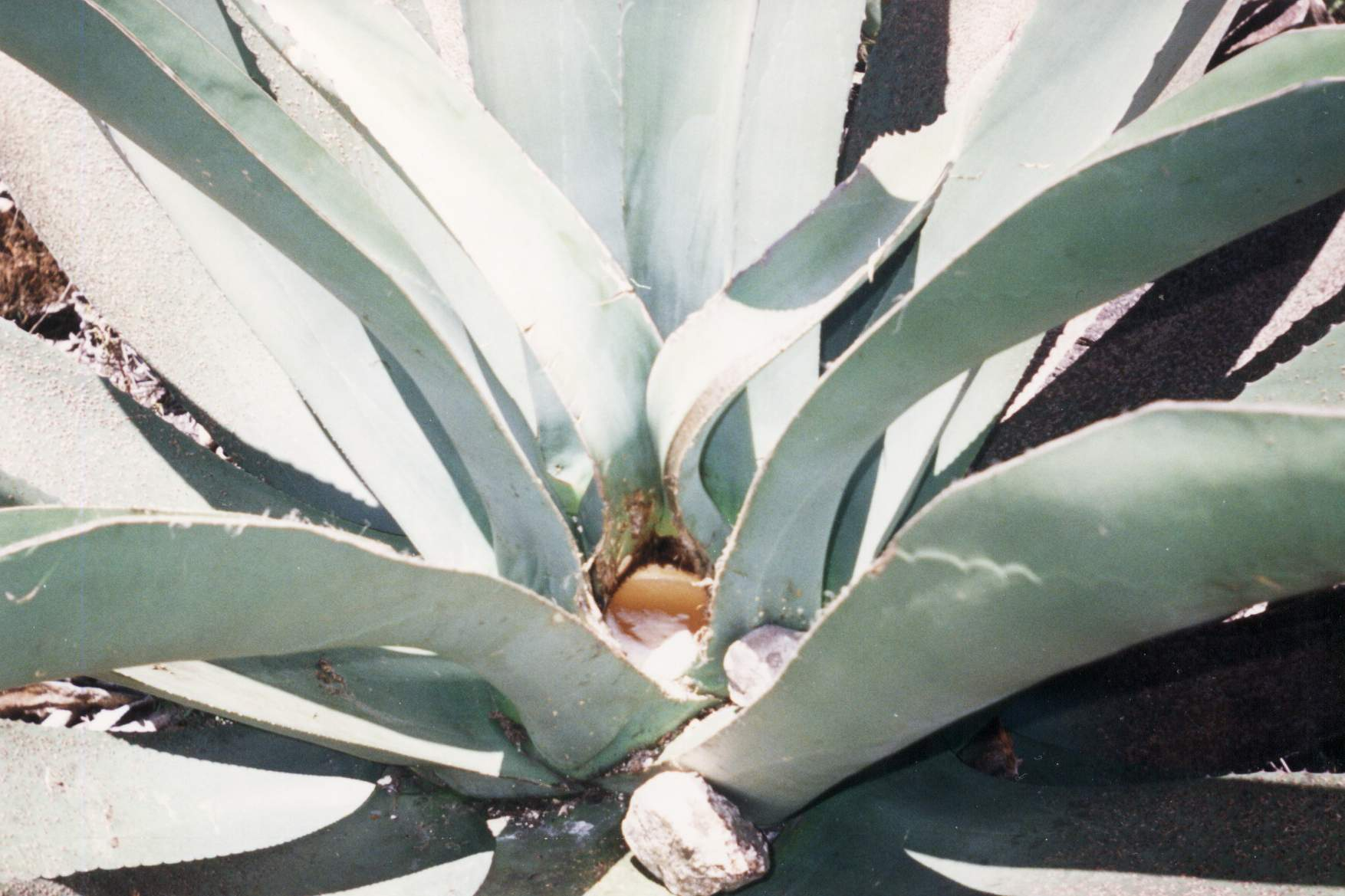
Aguamiel listo para ser extraída.

En algunas regiones de México, el aguamiel es una bebida de consumo cotidiano, especialmente en las regiones del semidesierto hidalguense y potosino. Contiene gran cantidad de azúcares y proteínas. También se le emplea en la elaboración de panes y otras creaciones culinarias de los pobladores de la Altiplanicie Mexicana.
El aguamiel también se puede consumir en forma de un concentrado dulce. Para lograr esto, una vez cosechada el aguamiel y antes de que comience a fermentarse, se coloca en el fuego hasta concentrarse a un 10% de su volumen original. Este jarabe de color oscuro tiene bajo índice glucémico.
El hoy conocido como Jarabe de Agave se obtiene del Agave Azul, y su proceso de extracción es distinto al aquí descrito ya que la planta es cosechada y sus fructooligosacáridos son hidrolizados para generar un jarabe alto en fructosa. Es importante destacar que el término “miel de agave” es incorrecto, por tanto la única miel es la producida por las abejas.